# 12349 Akebonozou
12349 Akebonozou este o planetă minoră (asteroid), cu un diametru de 11,383 km, din centura de asteroizi. A fost descoperită pe 14 aprilie 1993 la Dainik Astronomical Observatory⁠(d) de Atsushi Sugie⁠(d) și a fost numită după Stegodon aurorae⁠(d). 
Obiectul prezintă o orbită caracterizată de o semiaxă mare de 2,5361526 UAi, o excentricitate de 0,19, o înclinație de 13,61644 ° în raport cu ecliptica.